# Tåstarps landskommun
Tåstarps landskommun var en tidigare kommun i dåvarande Kristianstads län.

## Administrativ historik
Kommunen bildades i Tåstarps socken i Norra Åsbo härad i Skåne när 1862 års kommunalförordningar trädde i kraft. 
Vid kommunreformen 1952 uppgick kommunen i Hjärnarps landskommun som 1971 uppgick i Ängelholms kommun.

## Politik

### Mandatfördelning i Tåstarps landskommun 1946
| 7 | 3 | 7 | 3 |

| 20 |